# ثيوم شائك
الثيوم الشائك (باللاتينية: Pennisetum setaceum) نوع نباتي عشبي من نمط ك4 يتبع جنس الثيوم من الفصيلة النجيلية.

## الموئل والانتشار
موطنه بلاد الشام وسيناء والمغرب العربي وصقلية.
إضافة إلى شرق ووسط إفريقيا. أدخل أيضا إلى مناطق أخرى كثيرة في جنوب أوروبا وأستراليا وغرب الولايات المتحدة وجنوب أفريقيا. أدخل إلى مناطق كثيرة كنبات زينة.

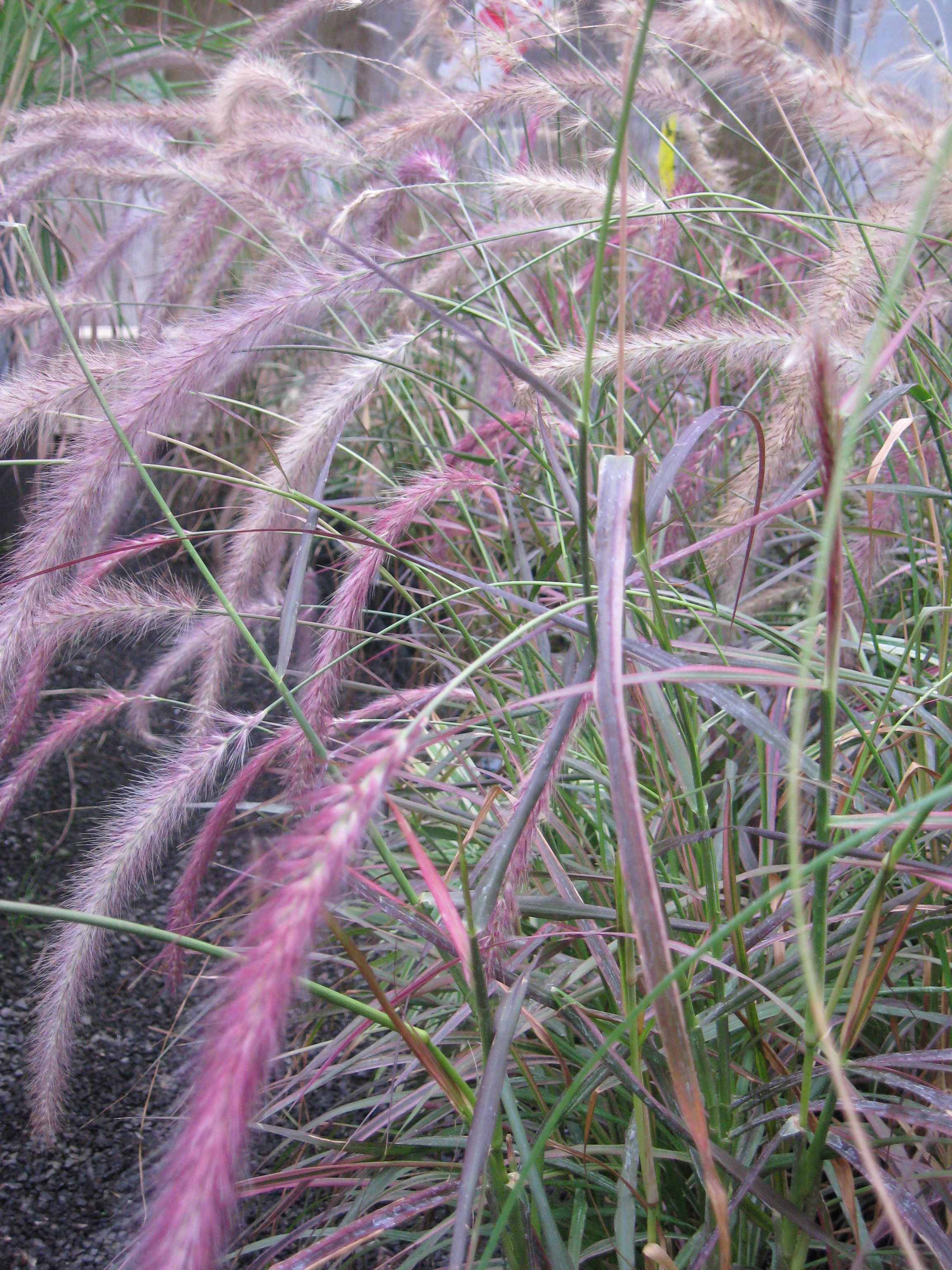
سنابل وأوراق الثيوم الشائك

يتحمل الجفاف وينمو بسرعة.

## الوصف النباتي
النبات عشبة معمرة تنمو بشكل حزم. يصل ارتفاع النبات إلى حوالي 100 سم أو أكثر. يحمل النبات نورات بنفسجية محمرة، وتميل أوراقه إلى الاحمرار في الخريف.

## معرض صور

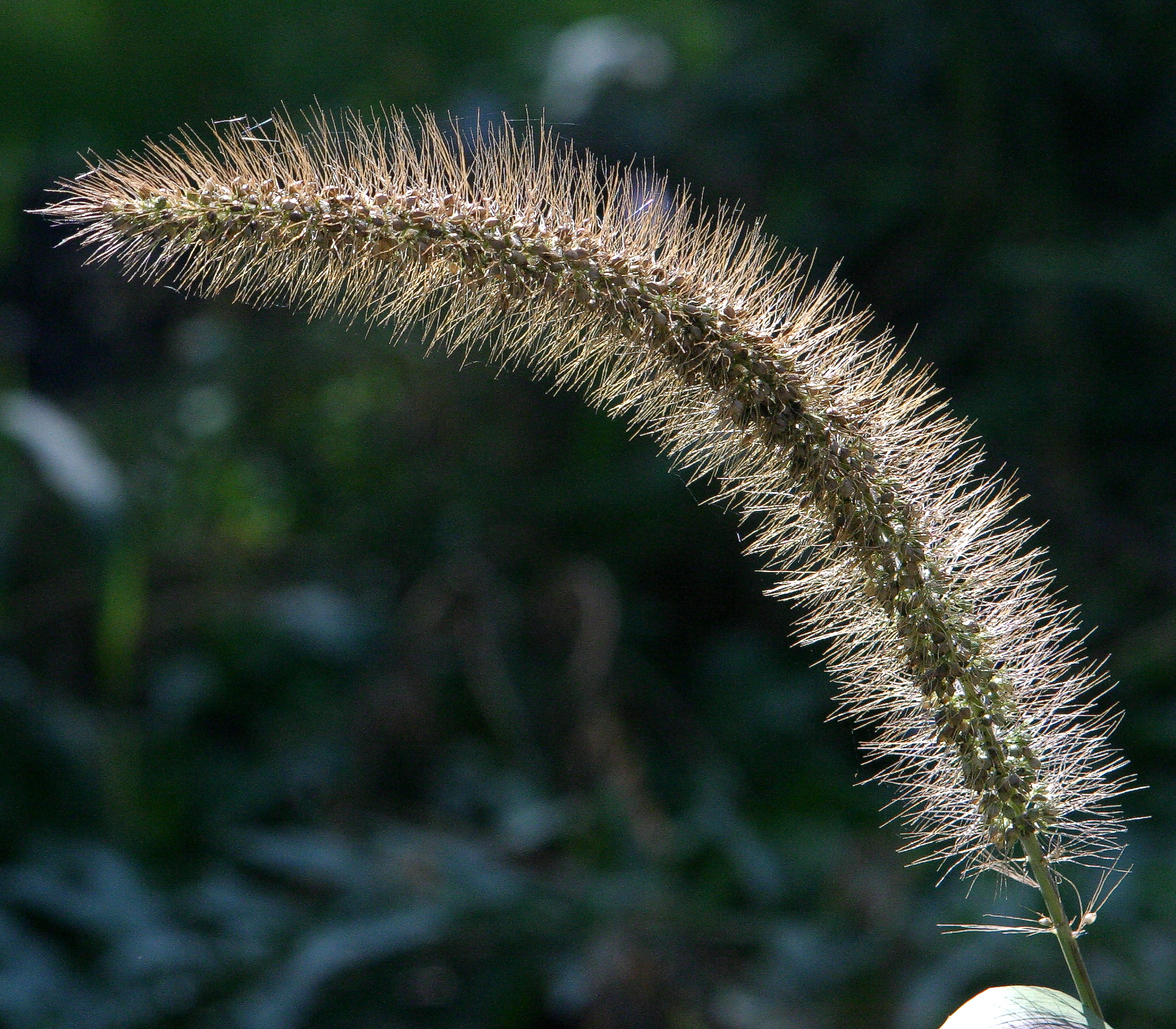
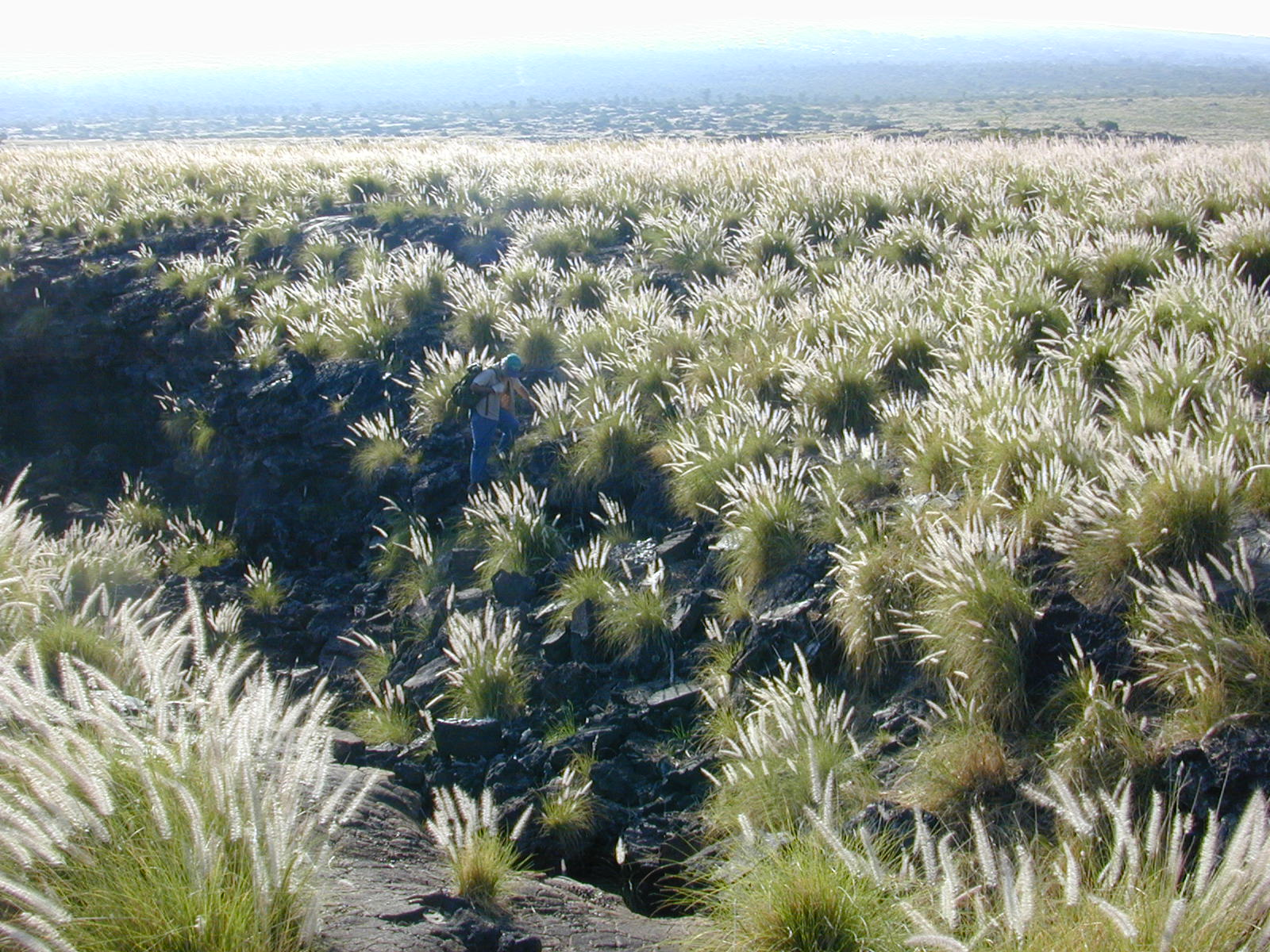
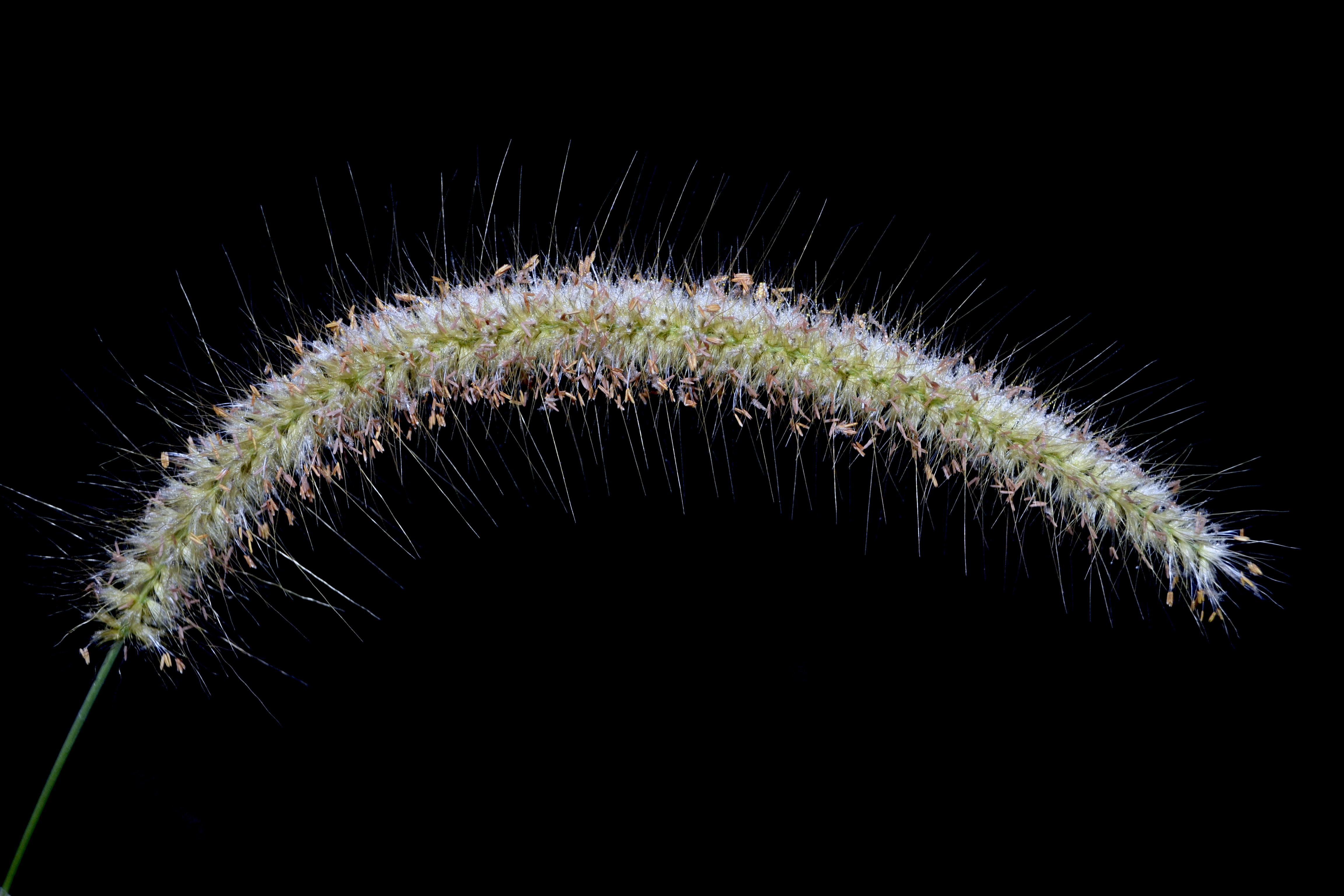
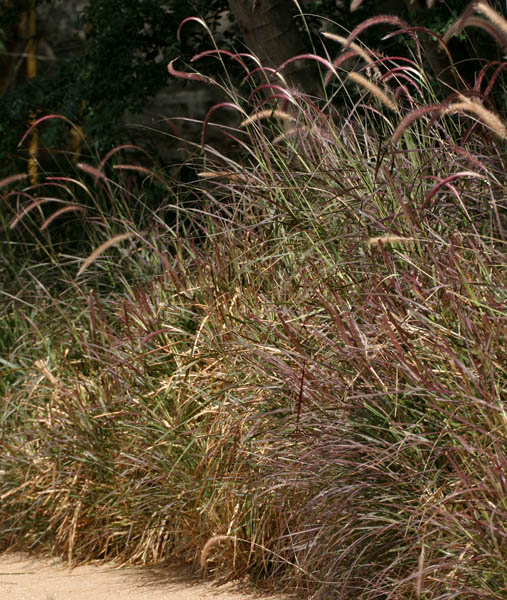

## الأسماء العلمية المرادفة
- (باللاتينية: Pennisetum setaceum)
- (باللاتينية: Pennisetum rüppellii)

## الأسماء الشائعة
حلفا حمراء.